# Квист, Мария
Мария «Мая» Монссон (швед. Maria «Maja» Månsson, урождённая Квист (швед. Qvist; 5 сентября 1879 — 9 октября 1958) — шведская политическая деятельница, активная участница Социал-демократической партии и её Молодёжной лиги.

## Биография
Мария Квист родилась 5 сентября 1879 года в семье солдата, в которой она была старшей из 11 братьев и сестёр. Многие девушки в то время и с похожим семейным происхождением не получали официального образования. Но после школы Мария посещала вводный курс в Мальмё для учителей небольших сельских школ. Впоследствии она также посещала народную среднюю школу Хвилан, самое старое из подобных учебных заведений в Швеции. Мария была вынуждена работать с 15 лет, трудясь преимущественно в качестве горничной или служанки в Сконе, но уже в 25 лет она полностью посвятила себя политической деятельности. Её политические убеждения подвигли её к вступлению в Социал-демократическую партию и в 1902 году в Национальную ассоциацию за избирательное право женщин. Вместе с другими единомышленниками Квист основала в Стокгольме Ассоциацию женщин-домработниц (швед. Tjännarinneförening) и стала её первой председательницей в 1904 году. В 1910 году она стала первой женщиной, избранной в городской совет Евле.
Марию Квист особенно волновали права женщин, и она боролась за права трудящихся женщин, ограничение рабочего времени и образование для рабочих.
На рубеже веков она познакомилась с Фабианом Монссоном, левым журналистом, писателем и бывшим военным. Они начали жить вместе, но не были официально женаты. Это был своего рода протест против тогдашних законов о браке, поскольку женщины теряли и ответственность, и имущество, вступая в брак. Их отношения соответствовали шведской версии гражданского брака (Samvetsäktenskap). Позднее, в 1922 году, когда Фабиану исполнилось 50 лет, они попросили архиепископа Натана Сёдерблома благословить их отношения. Они поженились в 1925 году после того как шведские законы о браке изменились: с 1920 года замужние женщины были признаны ответственными и могли владеть собственностью. Супруги разделяли одни и те же политические убеждения: оба были членами правления Социал-демократической молодёжной лиги с момента её основания. Мария также внесла важный вклад в работу Фабиана: она исследовала исторические факты, а также вычитывала и печатала его работы.